# Distretto di Bobonaro
Bobonaro è un distretto del Timor Est. Il capoluogo Maliana è la città più economicamente e politicamente importante e la più popolata del distretto.
Il Distretto di Bobonaro è situato nell'Ovest del Timor Est e confina con altri distretti dello stato come ad esempio il Distretto di Ermera e quello di Ainaro a Est, quello di Liquiçá a Nord e il Distretto di Cova-Lima a Sud. A ovest il distretto condivide il confine con la provincia dell'Indonesia della Nusa Tenggara Orientale. A nord-ovest le coste distrettuali vengono bagnate dal Mar di Savu. Il distretto venne anticamente colonizzato dai portoghesi (come nel resto dello stato) infine venne poi unito all'Indonesia. Questo fatto diede inizio alla guerra per l'indipendenza che iniziò nel 1999 e che alla fine vide vincitore il Timor Est che ottenne l'indipendenza. Le lingue maggiormente parlate dagli abitanti del distretto sono il portoghese e il tetum che sono anche le lingue ufficialmente riconosciute dallo stato ma si parlano anche Lingue maleo-polinesiache come il Bunak e il Kemak.